# 9002 Gabrynowicz
A 9002 Gabrynowicz (ideiglenes jelöléssel (9002) 1981 QV2) a Naprendszer kisbolygóövében található aszteroida. Henri Debehogne fedezte fel 1981. augusztus 23-án.